# Bardu
Bardu (en sami septentrional: Bearddu) és un municipi situat al comtat de Troms, Noruega. Té 4.019 habitants (2016) i la seva superfície és de 2,703.89 km².